# Pszeudogén
A pszeudogén egy élőlény genomjának olyan nukleotid szekvenciája, amely csak látszólag kódol egy génterméket.
Számos elmélet is született a pszeudogének keletkezésének magyarázatára:
1. Egy gén inaktiválódhat, ha a rá ható szelekciós nyomás kiszűri a többi közül. Például, egy élőlényt körülvevő környezet úgy is megváltozhat, hogy az adott gén termékére már nincs szükség, vagy akár károssá is válhat.
2. Egy gén duplikációja egy genomban két ugyanolyan gént eredményezhet. Így egy inaktiváló mutáció az egyik génben nem okoz szelekciós nyomást vele szemben.
3. Egy gén mRNS transzkriptumának darabjai spontán visszaíródhatnak reverz transzkripcióval a kromoszómális DNS-be.

A pszeudogének nehezebbé teszik a molekuláris genetika tanulmányozását. Például, egy kutató, aki egy gént akar sokszorozni PCR módszerrel, lehet, hogy a hasonló szekvenciájú pszeudogént sokszorozza. Vagy éppen akár tévesen egy pszeudogént génként írhatnak le.
Egyes esetekben a pszeudogén kifejezés megtévesztő lehet. Hirotsune és munkatársai 2003-ban találtak egy pszeudogént, ami semmilyen fehérjeterméket nem kódolt. Azonban rájöttek, átíródik róla egy RNS transzkriptum, mely egy másik gént szabályoz. Tehát fehérjét nem eredményez, de más gének szabályozásával, és azzal a ténnyel, hogy RNS íródik át róla, mégiscsak génnek minősül bizonyos értelemben.